# Вагнер, Эллисон
Эллисон Мэри Вагнер (англ. Allison Marie Wagner; род. 21 июля 1977 года, Гейнсвилл, Флорида) — американская пловчиха, призёр чемпионата мира и призёр Олимпийских игр. Специализировалась на дистанциях 200 и 400 метров комплексным плаванием.
Тренировалась в Университете Флориды..
На первом в истории чемпионате мира на короткой воде 1993 года Вагнер выиграла золото на дистанции 200 метров комплексным плаванием и серебро на дистанции 400 метров комплексным плаванием. Мировой рекорд Вагнер, установленный на дистанции 200 метров комплексным плаванием, продержался почти 15 лет, до апреля 2008 года, пока его не побила Кирсти Ковентри.
На чемпионате мира 1994 года в Риме 17-летняя Вагнер завоевала серебряные медали на дистанциях 200 и 400 метров комплексным плаванием, оба раза уступив китайским пловчихам.
На Олимпийских играх 1996 года в Атланте 19-летняя Вагнер завоевала серебро на дистанции 400 метров комплексным плаванием, уступив в финале только Мишель Смит из Ирландии почти три секунды. Вскоре Смит была дисквалифицирована за применение допинга, однако её выдающиеся результаты на Олимпийских играх в Атланте, где она завоевала три золота, аннулированы не были. На дистанции 200 метров комплексным плаванием в Атланте Вагнер заняла шестое место (золото также выиграла Смит).
Сегодня Вагнер участвует в проекте «Искусство Олимпийцев».